# Alexandrit-Effekt

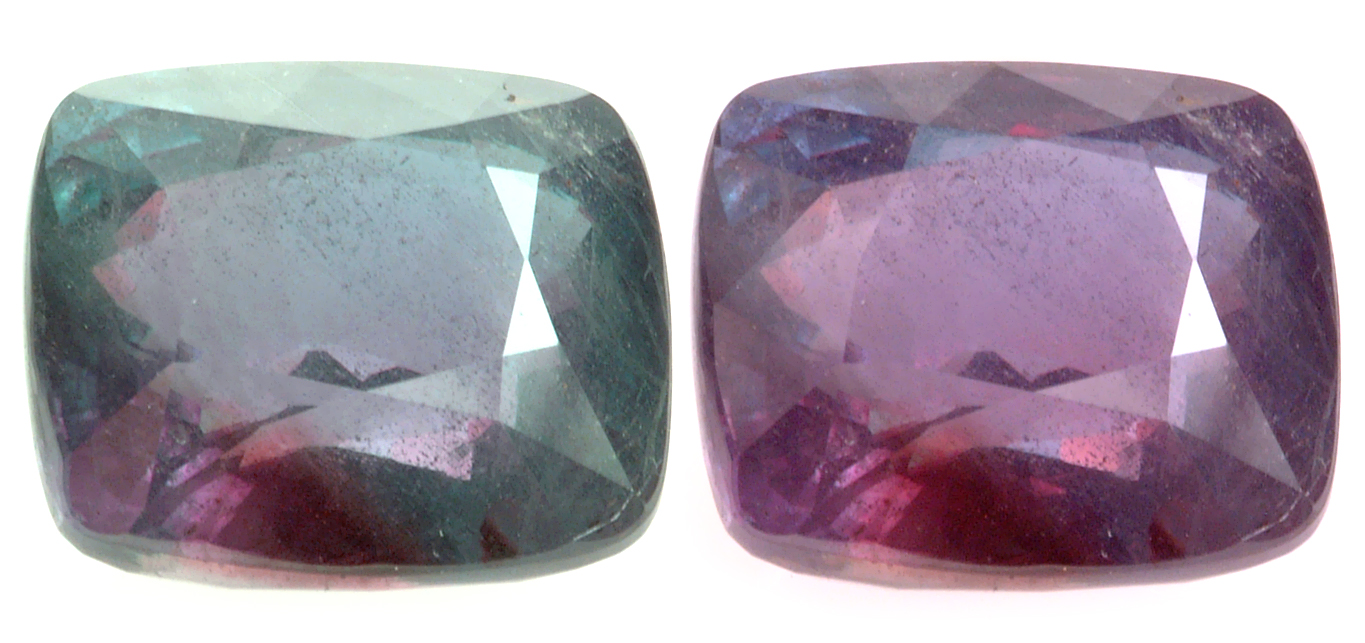
Alexandrit: Links im Tageslicht, rechts im Kunstlicht

Unter dem Alexandrit-Effekt, auch als Changieren bezeichnet, versteht man einen lichtquellebedingten Farbwechsel eines Minerals. Der Effekt wurde nach dem Alexandrit-Edelstein (Chrysoberyll mit Farbwechsel) benannt, wird aber auch für andere Mineralien mit gleichem Effekt verwendet. Der Alexandrit erscheint im Tageslicht smaragdgrün, im Kerzen- oder Glühlampenlicht kirschrot. Der Effekt entsteht als eine kombinierte Wirkung durch den Charakter der Lichtquelle, die spektrale Absorption des Materials und die Empfindlichkeit des menschlichen Auges für verschiedene Spektralbereiche des Lichts.

## Chemisch-Physikalische Erklärung

### Spektroskopische Eigenschaften

Physikalische Erklärung des Farbwechsels anhand eines vereinfachten Absorptionsspektrums von Alexandrit. Für den Effekt sind maßgeblich die Absorptionsbanden bei 420 nm (B) und 580 nm (A) verantwortlich.

Kennzeichnend für Stoffe mit Alexandrit-Effekt sind wenigstens zwei spektrale Bereiche mit geringer Absorption (hohe Lichtdurchlässigkeit) und ein Bereich dazwischen mit starker Absorption (geringe Lichtdurchlässigkeit). Im Fall des Alexandrit liegen erstere im blau-grünen (Bereich 1) und roten Spektralbereich (Bereich 2), letzteres im grün-gelben Spektralbereich (Band A) (siehe Abbildung des Absorptionsspektrums). Blau-Grüne spektrale Anteile einer Lichtquelle werden vom Kristall zu einem größeren relativen Anteil zum Betrachter zurückgeworfen im Vergleich zu grün-gelben spektralen Anteilen.

### Kristallchemische Grundlagen des optischen Effekts

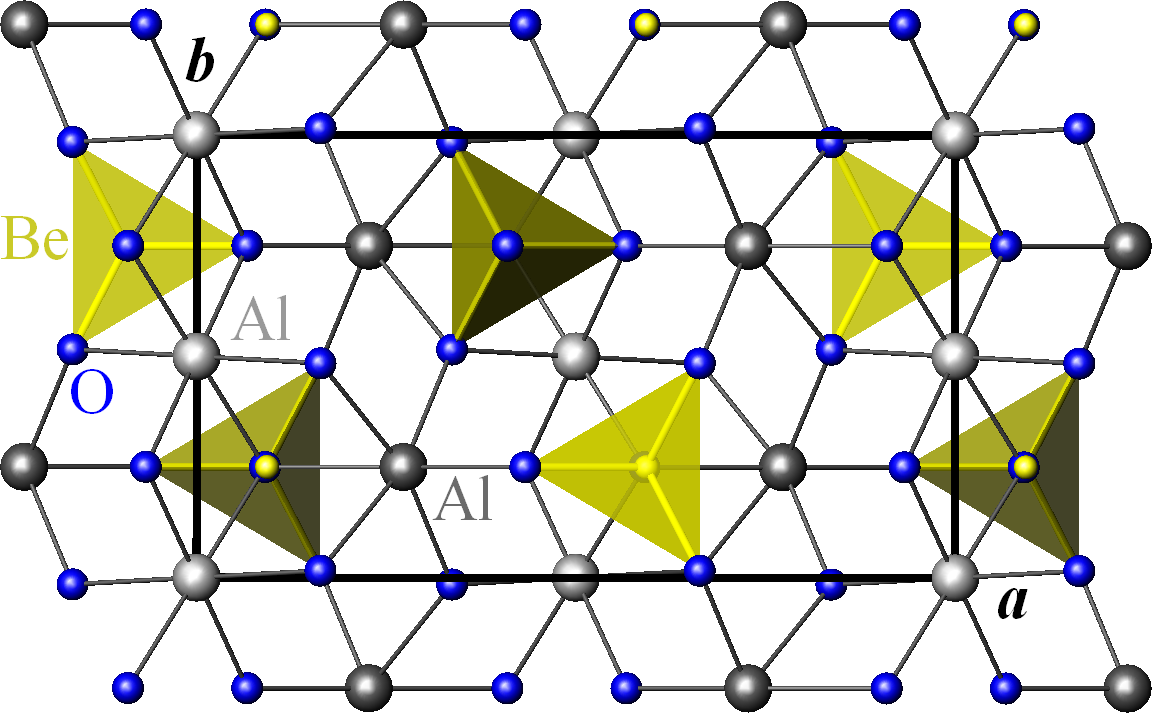
Kristallgitter von Alexandrit: [BeO_{4}]-Tetraeder, dessen Ecken über oktaedrisch-koordinierte Al^{3+}-Ionen verknüpft sind (AlO_{6}-Oktaeder).
gold Be^{2+} silver Al(1)^{3+} grey Al(2)^{3+} blue O^{2−}

Ursache für die Eigenschaft Licht in bestimmten spektralen Bereichen zu absorbieren sind Atome von Übergangsmetallen im Mineral. Beim Alexandrit ist es häufig gegen Aluminium diadoch eingelagertes Chrom (im Bereich von 0,4 – 2,2 % (m/m)), das als Cr3+-Ion im Kristall vorliegt. Es können prinzipiell zwei unterschiedliche Gitterplätze des durch Sauerstoff (O2−) oktaedrisch-koordinierten Aluminium-Ions (Al3+) (siehe hellgraue und dunkelgraue Kugeln im Kristallgitter) durch Cr3+ ersetzt werden. Die Bindungslänge zwischen Al3+ und O2− (Cr–O) ist bei diesen beiden Gitterplätzen unterschiedlich (Al(1): 189 pm, Al(2): 193,7 pm), sodass letztere mit größerer Bindungslänge durch größere Metallionen energetisch günstiger besetzt werden können. Der „geräumigere“ Gitterplatz ist in der Regel mit einer Selektivität von 66–78 % bevorzugt substituiert, da das Cr3+-Ion einen größeren Ionenradius (r [Cr3+] = 62 pm) als Aluminium (r [Al3+] = 54 pm) besitzt. Das Vorkommen von Cr3+ auf den beiden unterschiedlichen Gitterplätzen führt zur Verzerrung der oktaedrischen Symmetrie, wodurch maßgeblich die für die Kristallstruktur spezifischen geometriebedingten Energieniveau-Aufspaltungen (10Dq bzw. ΔO-Wert) für die A2g, Eg, T2g und T1g-Orbitale bestimmt werden. Die Größe dieser Energiewerte haben erheblichen Einfluss auf die spektroskopischen Eigenschaften, was die Farbigkeit enschließt. Die dafür ursächliche Lage der zwei breiten Absorptionsbanden (A und B in der Abbildung) wird bei Beleuchtung im Wesentlichen durch die energetische Anhebung der Elektronen in den d-Orbitalen im Ligandenfeld von Cr3+ und O2− festgelegt (d-d-Übergang vom A2g-Grundzustand in den angeregten T1g und T2g-Zustand). Die mittlere Energie der Bandlücke für Cr3+ auf beiden Gitterplätzen liegt mit ΔO = 2,17 eV zwischen regulärem Rubin (ΔO = 2,24 eV, rote Farbe) und Smaragd (ΔO = 2,05 eV, grüne Farbe). Rubin und Smaragd weisen ebenfalls [AlO6]-Oktaeder in der Kristallstruktur auf, zeigen aber keinen Alexandrit-Effekt. Die sich aus den Energien der Ligandenfeldaufspaltung ergebenden Absorptionsbanden (A und B) müssen daher einen engen Toleranzbereich bezüglich Position und Breite aufweisen, damit der optische Farbwechsel zur vollen Entfaltung kommen kann.

### Charakter der Lichtquelle
Die Metallionen im Kristallgitter absorbieren aus verschiedenen Spektren unterschiedliche Anteile bestimmter Lichtwellenlängen (oder auch -frequenzen), wodurch der visuelle Eindruck des Farbwechsels entsteht. So ist zum Beispiel mit Leuchtstoffröhren kein Farbwechsel von grün auf rot zu erzeugen, da die ausgesandten Lichtwellen zu sehr dem Tageslicht gleichen (siehe auch Lichtfarben von Leuchtmitteln). Kerzenlicht oder Glühlampenlicht hingegen ist hervorragend geeignet, diesen herbeizuführen, es enthält einen hohen Anteil gelben und roten Lichts. Tageslicht, Glühlampenlicht und Kerzenlicht sind annähernd wie Strahlung eines schwarzen Körpers und der Charakter kann mit einer Temperatur angegeben werden: 6200, 2700 beziehungsweise 1500 K. Das Spektrum ist kontinuierlich und je höher die Temperatur desto kürzer ist die Wellenlänge des Maximums. Das Licht einer Leuchtstofflampe ist diskontinuierlich und enthält Spektrallinien des Quecksilbers. Das Licht von LED-Leuchtmitteln ist ebenfalls diskontinuierlich. Das menschliche Auge ist am empfindlichsten auf grünes Licht. Das Auge ist weniger empfindlich auf Licht mit Wellenlängen von mehr als 650 nm (fernes Rot).

### Einfluss verschiedener Übergangsmetalle
Mit steigender Cr3+-Konzentration verstärkt sich die breitbandige Absorption bei 420 nm, wodurch Alexandrite mit 1,5 % (m/m) Chromanteil bei Tageslicht und Kunstlicht intensiv rot gefärbt sein können und der Farbwechsel unterdrückt wird. Andere natürlich eingelagerte Atome wie Vanadium, Mangan, Eisen, Titan (Element) können den Farbwechsel des Alexandrits ebenfalls modifizieren.

## Ähnliche Effekte bei anderen Mineralien

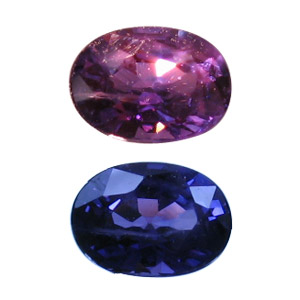
Farbwechsel durch den Alexandrit-Effekt bei Saphir (siehe E. Gübelin & K. Schmetzer, 1982)

Der Alexandrit-Effekt ist in gewissen Fällen auch bei anderen Mineralien beobachtet worden. Darunter sind Fluorit, Korund (Saphir), Kyanit, Monazit, Spinell, einige Granate und Turmaline sowie auch Seltenerdmetall-Oxalatminerale wie Coskrenit-(Ce) und Zugshunstit-(Ce).
Der Alexandrit hat noch eine farbverändernde Eigenschaft, den Pleochroismus (richtungsabhängiger Farbwechsel). Dieser darf nicht mit dem Alexandriteffekt verwechselt werden. In einem künstlich hergestellten Alexandrit ist Dichromatismus (schichtdicken- bzw. konzentrationabhängiger Farbwechsel, auch Usambaraeffekt genannt) beobachtet worden.